# 勾爾底翁
戈尔迪翁考古遺址（土耳其語：Gordion）是一個位在土耳其的考古遺址和世界遺產。它是一個有多個文化層的聚落遺址，其年代包括鐵器時代，以及作為佛里幾亞王國首都的時期等。考古遺址的主要元素包括城堡土丘、下城、外城和防禦工事等，以及幾個墓葬土墩及其周圍景觀。考古發掘和研究揭示其豐富的遺跡，顯示出其中的建築技術、空間佈局、防禦結構和喪葬習俗等，這些都體現出佛里幾亞王國的文化和經濟。